# Władysław Dziewulski

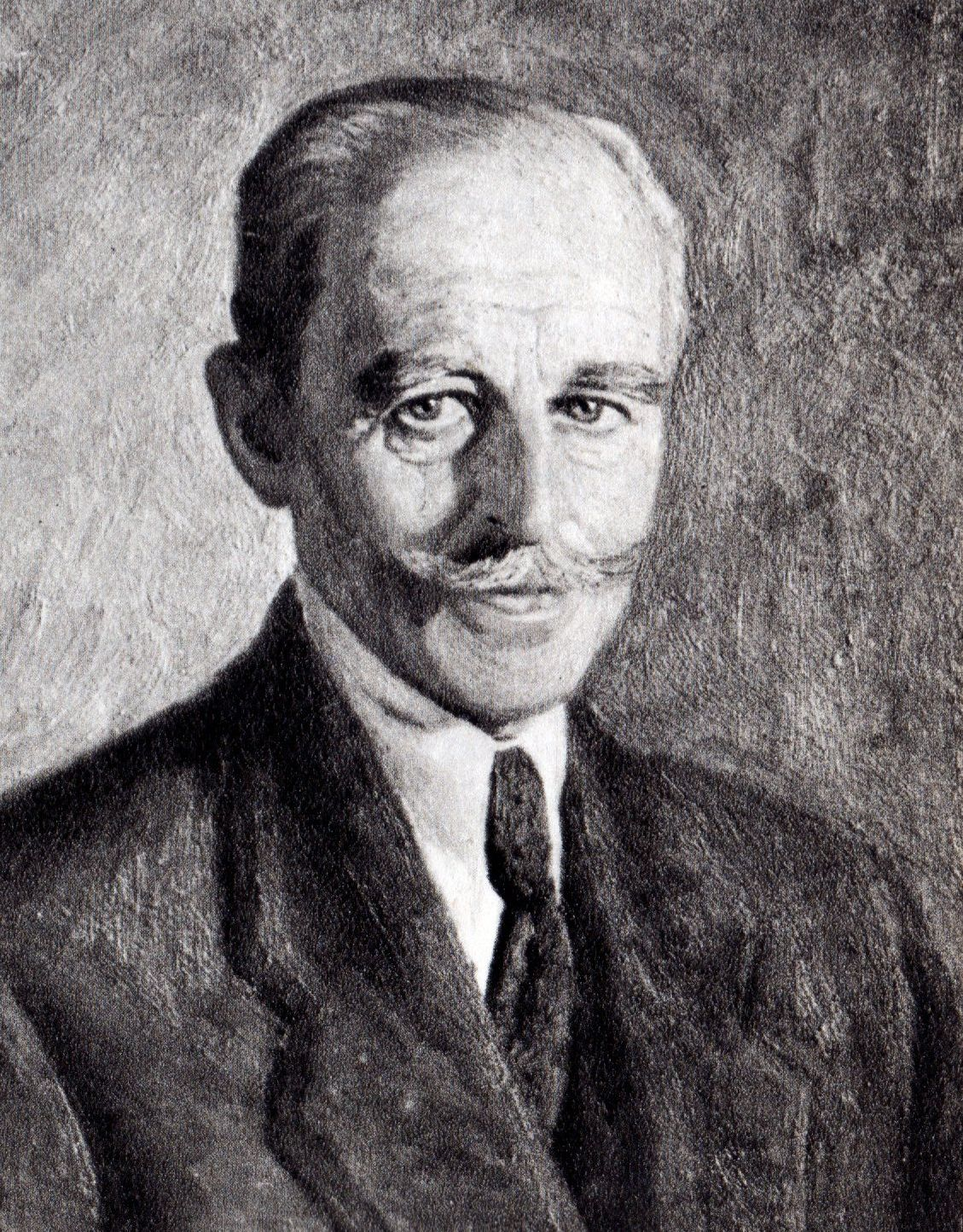

Władysław Dziewulski (Warschau, 2 september 1878 - 6 februari 1962) was een Pools astronoom en wiskundige.
Hij studeerde wiskunde en astronomie in Warschau om vervolgens aan de Universiteit van Göttingen zijn opleiding te vervolledigen. In 1903 werd hij aangesteld als assistent aan het observatorium van Krakau dat een onderdeel is van  de Jagiellonische Universiteit. Hij behaalde zijn doctoraat in 1906 en werd in 1919 professor van de Universiteit van Vilnius, en daarna aan de Universiteit van Toruń. Hij bracht de laatste jaren van zijn leven door in Vilnius.
Hij publiceerde meer dan 200 artikels over astronomisch onderzoek, voornamelijk over bewegingen van sterrenstelsels, astronomische fotometrie en zwaartekracht interferenties door kleine planeten.  
De krater Dziewulski op de maan is naar hem genoemd evenals het planetarium in Toruń.
- Gemeinsame Normdatei: 117664235
- International Standard Name Identifier: 0000 0001 0892 891X
- Library of Congress Control Number: n85278941
- Système universitaire de documentation: 030338085
- Virtual International Authority File: 44341183
- WorldCat: E39PBJth7rbmq4d6qHbK6dX8G3